# Reprezentacja Bułgarii na Mistrzostwach Świata w Narciarstwie Klasycznym 2007
Reprezentacja Bułgarii na Mistrzostwach Świata w Narciarstwie Klasycznym 2007 liczyła 2 sportowców. Najlepszym wynikiem było 51. miejsce Weselina Cinzowa w biegu mężczyzn na 15 km.

## Wyniki

### Biegi narciarskie mężczyzn
Sprint
- Weselin Cinzow - 57. miejsce

Bieg na 15 km
- Weselin Cinzow - 51. miejsce

Bieg na 30 km
- Weselin Cinzow - 55. miejsce

### Biegi narciarskie kobiet
Sprint
- Raina Kouwa - 66. miejsce

Bieg na 10 km
- Raina Kouwa - 65. miejsce

Bieg na 15 km
- Raina Kouwa - nie ukończyła